# Lars Hansen
Lars Erik Hansen , (nacido el 14 de septiembre de 1954 en Copenhague, Dinamarca)  es un exjugador de baloncesto canadiense de origen danés. Con 2.08 de estatura, su puesto natural en la cancha era el de pívot.

## Carrera
Se formó como jugador de baloncesto en Canadá, donde se nacionalizó canadiense. Jugó la Liga Universitaria de Estados Unidos (NCAA) en la Universidad de Washington. Fue escogido en la tercera ronda de los "drafts" de la NBA de 1976 por Chicago Bulls, y posteriormente, en 1977, fue escogido por Los Angeles Lakers en séptima ronda. Jugó una temporada en la NBA, la 1978-1979, en la que ganó el título de campeón de la NBA con los Seattle Supersonics. Tras jugar en la NBA emigró a Europa para jugar en la liga italiana y española (en las filas del OAR Ferrol y del FC Barcelona). Como jugador del Barcelona fue nombrado mejor jugador de la Liga española de la temporada 1981-1982. Se retiró de la práctica del baloncesto en 1983.
Participó en los Juegos Olímpicos de Montreal 1976 defendiendo la camiseta de la Selección de Canadá.